# 戈泰羅山
44°21′47″N 9°40′43″E / 44.36306°N 9.67861°E
戈泰羅山（義大利語：Monte Gottero），是意大利的山峰，位於該國西北部，由利古里亞大區負責管轄，屬於利古雷亞平寧山脈的一部分，海拔高度1,639米，每年平均降雨量1,481毫米。